# Dirigent

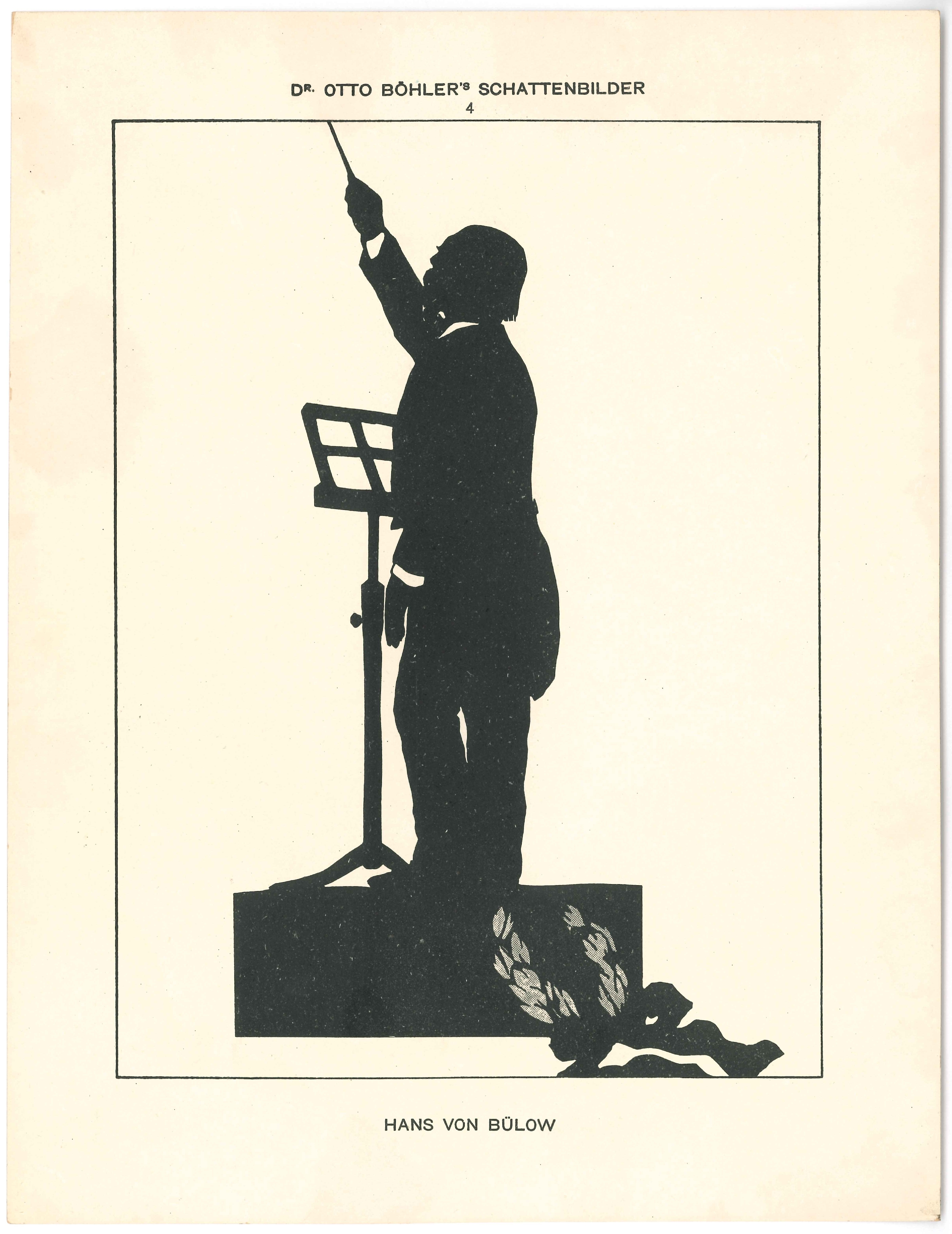
Dirigent Hans von Bülow (1830-1894)

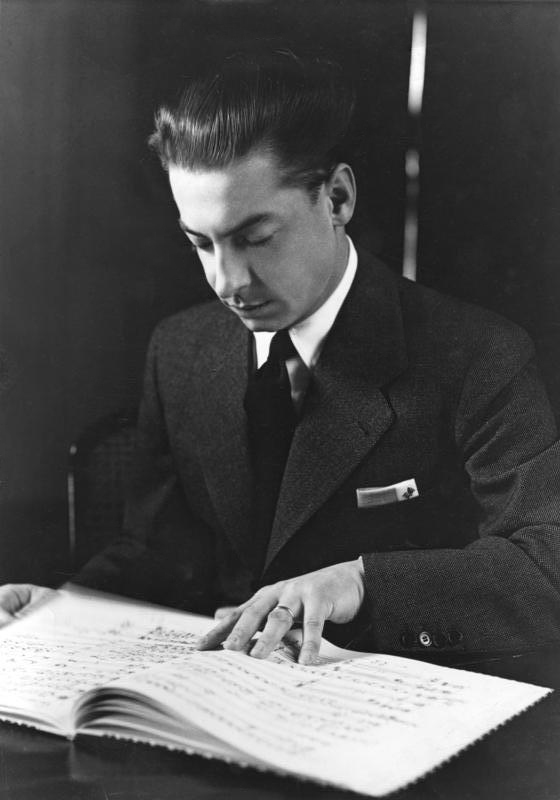
Herbert von Karajan bestudeert een partituur, 1938

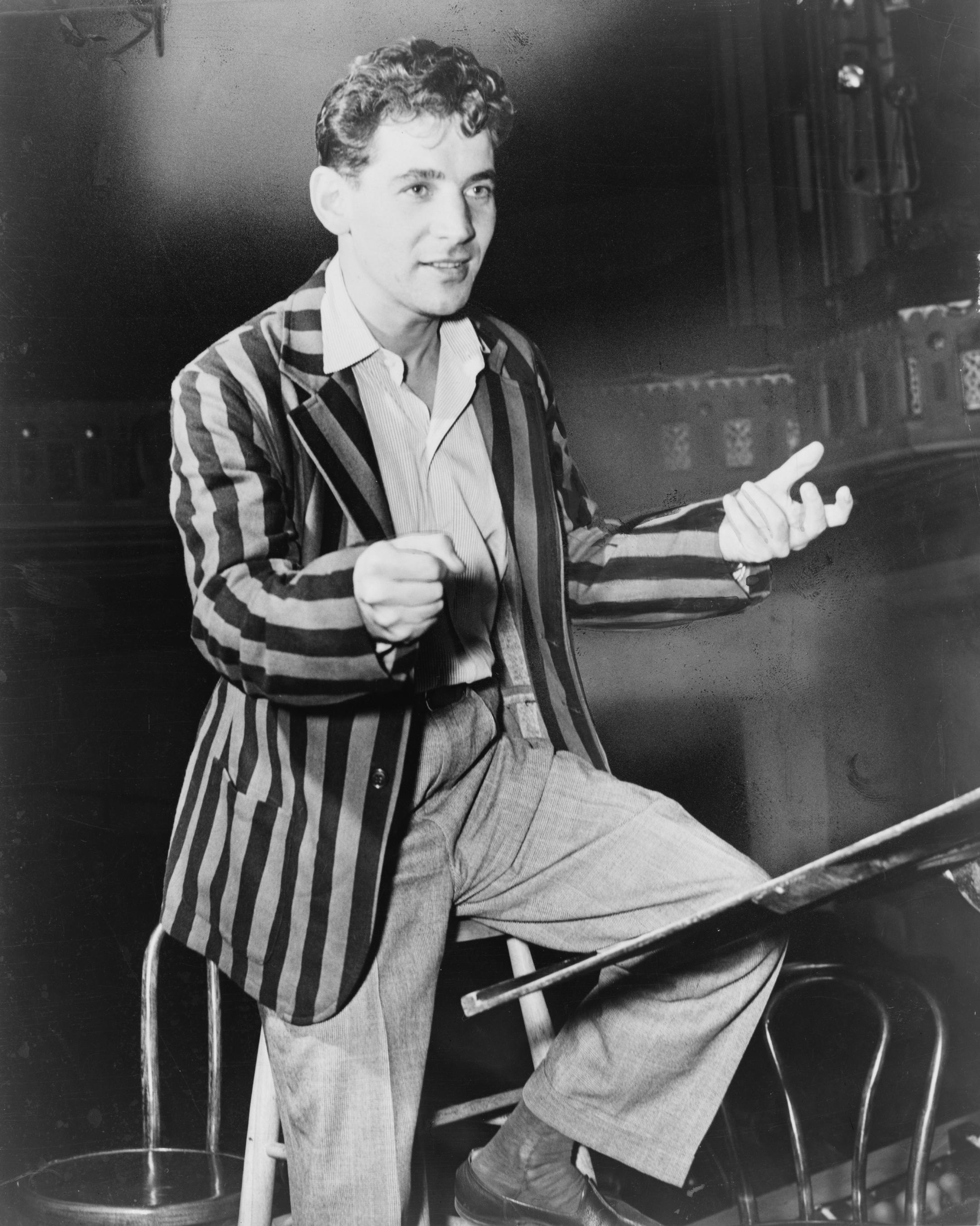
Dirigent Leonard Bernstein in 1945

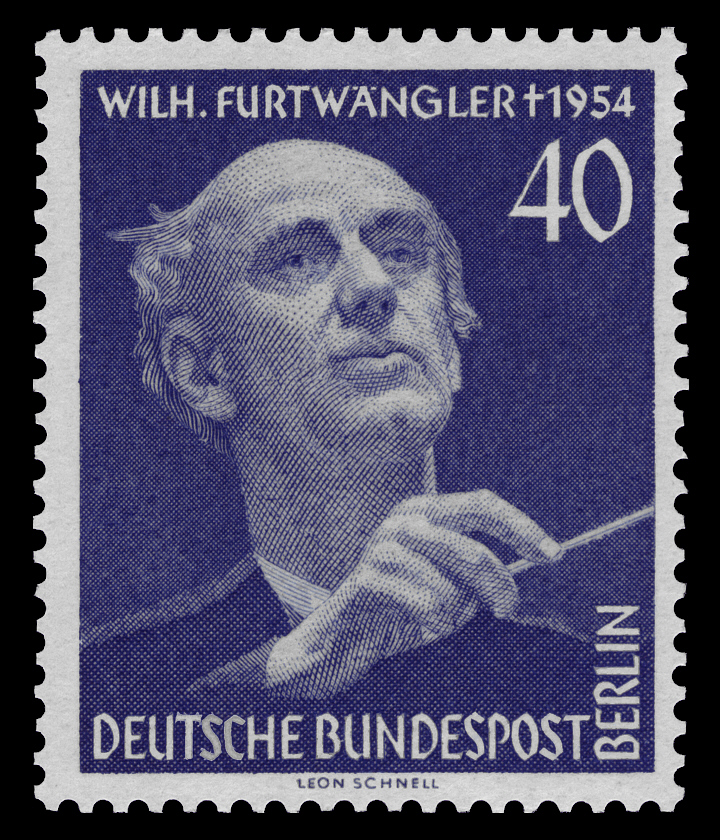
Duitse herdenkingspostzegel voor Wilhelm Furtwängler, 1955

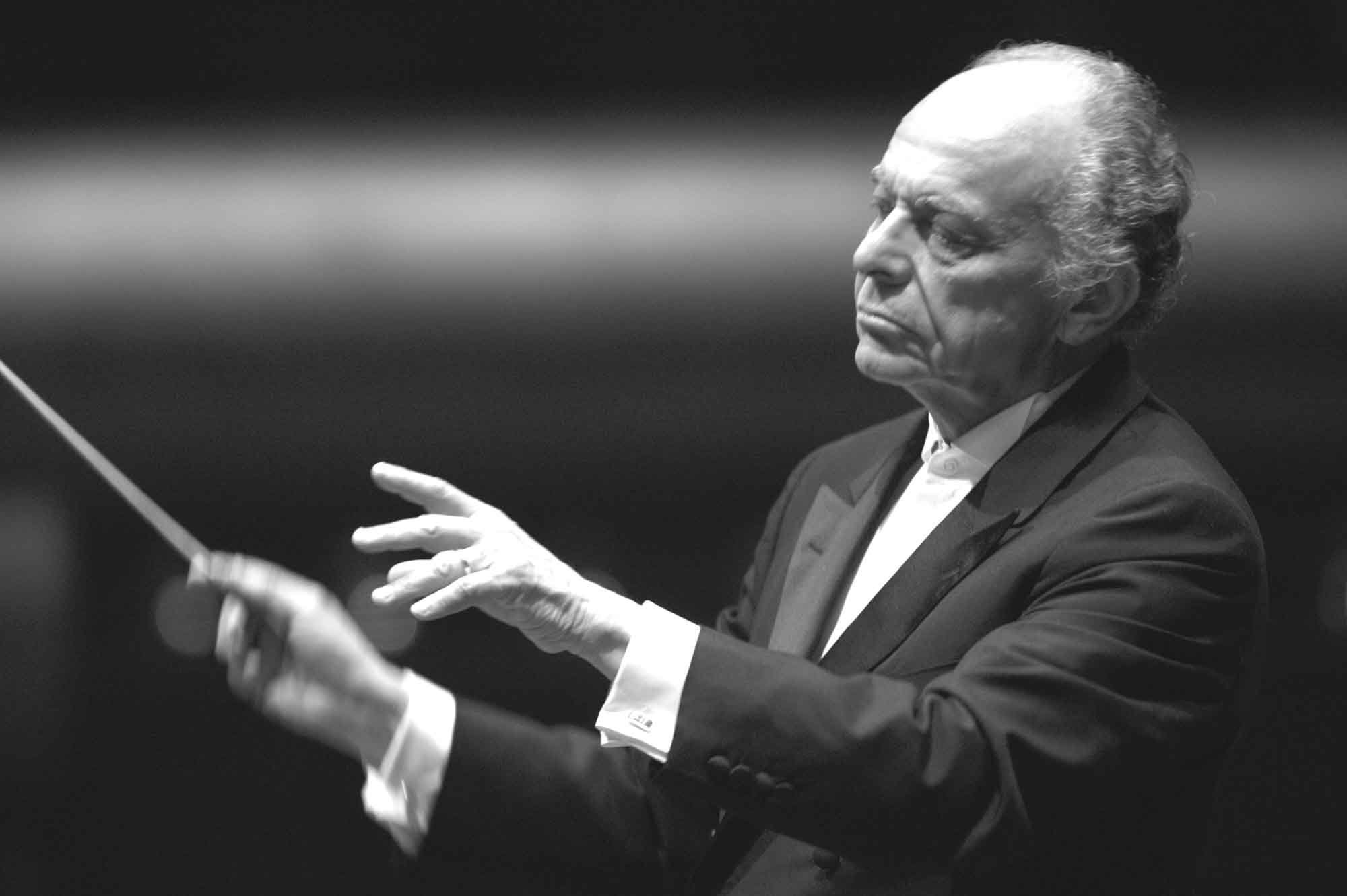
Dirigent Lorin Maazel

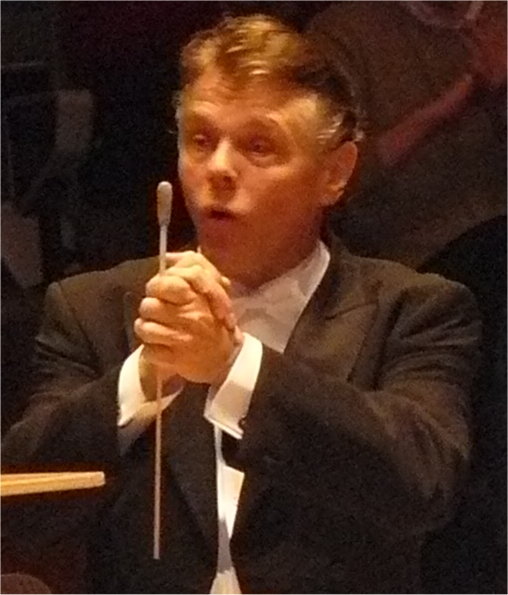
Mariss Jansons bedankt voor het slotapplaus, 2008

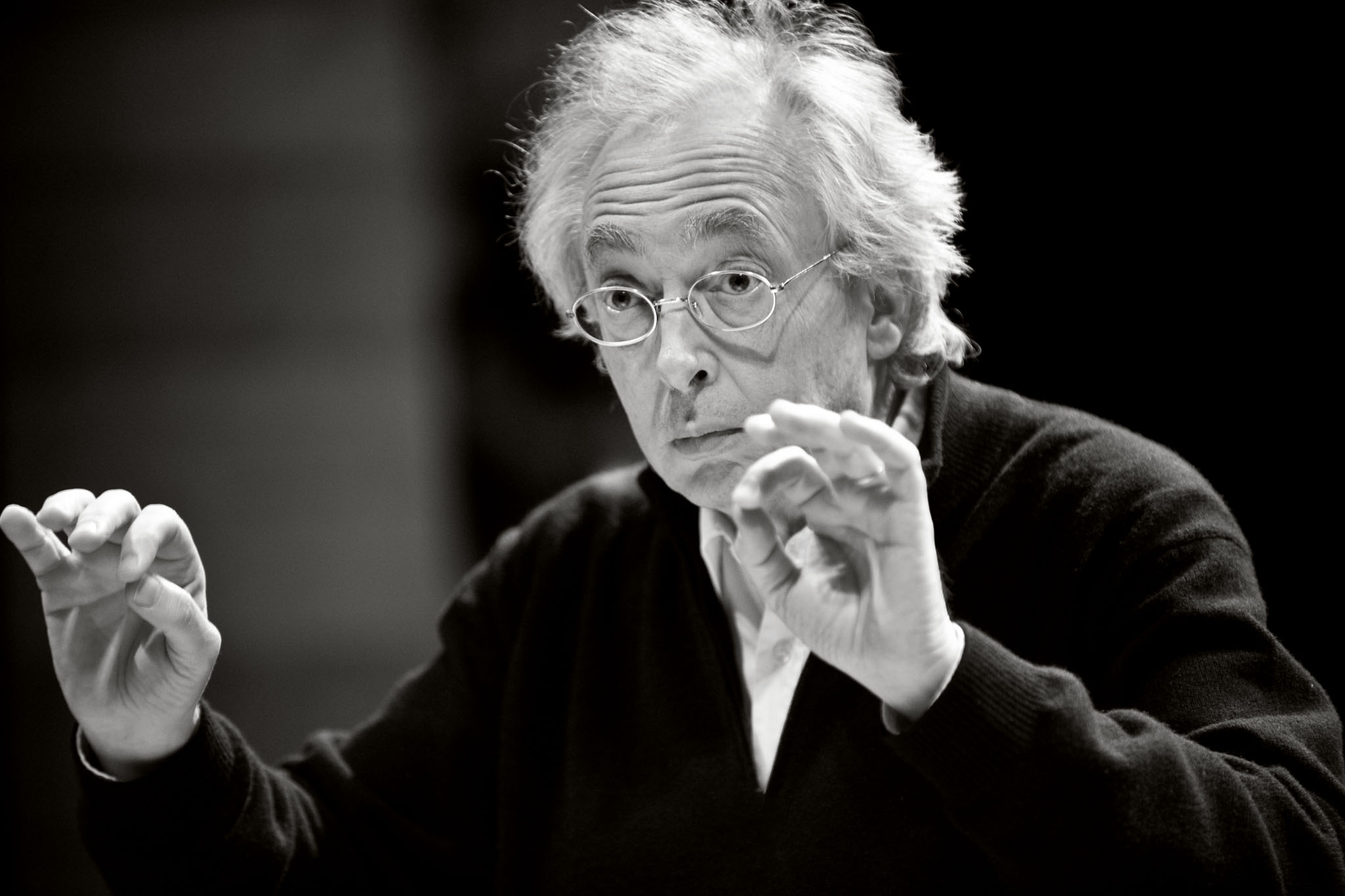
Philippe Herreweghe dirigeert zonder stok

Een dirigent of dirigente (afgeleid van het Latijnse dirigere = 'afbakenen, rechtmaken, leiden, regelen, inrichten') is de leider van een orkest, koor of ander muziekgezelschap. Het leiden van het orkest zelf wordt directie of dirigeren genoemd, waarbij het woord 'dirigeren' vooral verwijst naar de aanwijzingen die de dirigent geeft tijdens het musiceren zelf. Ook de opleiding van muziekstudenten tot dirigent aan conservatoria heet 'directie'.
Een dirigent leidt de repetities en de uitvoeringen voor publiek of opname en beslist hoe een compositie gespeeld en/of gezongen wordt, de zogenaamde interpretatie. De opvallendste activiteit van een dirigent is het aangeven van de maat en maatdelen ("de maat slaan"), maar de werkelijke kunst van het dirigeren bestaat uit het overbrengen van emoties, musici overtuigen van de gewenste interpretatie, en hen motiveren. Tot de vereisten voor een goede dirigent behoren een gedegen muzikaal inzicht, overredingskracht, verbeelding, en, naast een goede dirigeerslag, een uitstekende lichamelijke conditie.
De dirigent maakt veelal gebruik van een partituur, een muziekboek waarin de partijen van alle instrumenten en stemmen staan met hun muzieknotatie. Veel dirigenten spelen ook zelf een instrument en zo kan het gebeuren dat vele musici later dirigent worden. Ook componisten hebben vaak het dirigeerstokje gehanteerd.

## Geschiedenis

### Oudheid en middeleeuwen
Bij zowel de Grieken, Romeinen, Byzantijnen en Romaanse volkeren bestond het dirigeren van muziek al. In de antieke tijd berustte het dirigeren meer op een beweging van de vingers dan van de hand of arm. De schrijver Martianus Capella (ca. 400 na Christus) zegt over de wijsvinger, dat deze "de vinger is die de dirigent bij verschillende gezanghen beweegt".
In het tijdvak van het gregoriaans is er sprake van een beweging van de hele hand. Als bron hiervoor wordt doorgaans verwezen naar een bericht over de ontvangst van Keizer Koenraad II in Ingelheim in 1030 en een beschrijving in een handschrift uit Monte Cassino, rond 1100. Beide geschriften handelen over dirigenten die de toonhoogte met handgebaren uittekenden. Ook in handschriften uit de 9e en 10e eeuw kan men lezen over de gestiek die dirigenten maakten. Ze worden neuma genoemd, een woord afgeleid van het Griekse νεύμα (='teken'). Het is echter onzeker of er direct verband bestond, en zo ja welk, tussen de muzieknotatie van die tijd (het neumenschrift) en deze 'neuma' der dirigenten, die de melodie als het ware 'uittekenden' met de rechterhand. Het is verklaarbaar dat de directie in eerste instantie gericht was op het aangeven van toonhoogten en niet op het ritme, wanneer men bedenkt dat er voor 1000 geen exacte melodienotatie bekend was, zodat de melodie niet kon worden afgelezen op de manier zoals wij die tegenwoordig kennen. De directie was een geheugensteuntje om de melodie gemakkelijker te kunnen onthouden, en om instudering te bespoedigen. Ook moderne muziekmethodieken bedienen zich soms van handgebaren voor het uitbeelden van de toonhoogten (cheironomie).
Met de komst en verbreiding van een duidelijker afleesbaar muziekschrift (ca. 1100) trad deze eerste behoefte aan een geheugenhulp (en dus het uitschilderen van de melodielijn naar toonhoogte) minder op de voorgrond. De teksten spreken ook over het stuwen van de beweging, zij het in algemene bewoordingen, en niet over het aangeven van ritme. Er zijn verder geen middeleeuwse teksten bekend die ons exacte kennis geven over de cheironomie die gebezigd werd.
Intussen werd het dirigentschap in kloosters en kerken meer en meer een hoge functie. Niet alleen intoneert de dirigent of wijst hij de zanger, die intoneren, zal aan, en leidt hij de zang van het koor, maar hij wordt een 'officialis' in de gemeenschap van clerici en kloosterlingen, die de te zingen melodieën bepaalt, ze instudeert en als teken van zijn waardigheid tijdens de liturgische diensten de dalmatiek of koorkap draagt en de cantorstaf in de linkerhand houdt. In de loop der eeuwen wordt dit cantorschap meer en meer een erefunctie en wordt de praktische leiding overgedragen aan een Magister of Succentor. Deze praktijk is waarneembaar tot aan de Franse Revolutie.

### Renaissance en barok
Met de structurele wijziging van het ritme bij de opkomst van de meerstemmige muziek met afgemeten toonlengtes, wijzigt ook de directiemethode. Er ontstonden modelgroeperingen in driedeligheid (Tempus perfectum) en tweedeligheid (Tempus imperfectum). Het aanvangsmoment van deze telbare 'maateenheden' (niet te verwarren met ons maatbegrip als periodieke terugkeer van zware en lichte maatdelen) werd op verschillende manieren aangegeven: hoorbaar, zichtbaar, of beide tegelijk. Elke eenheid had een neer- en een opslag, die de snelheid had van een 'gaande', andante beweging. Het heeft eeuwen geduurd voordat men in de drie- of vierdelige maat de slag opzij uitvond en men vluggere of langzamere beweging binnen het verloop van een maat door een opschrift aangaf. Tot omstreeks 1600 moest men voor een vluggere beweging zich behelpen met het schrijven van veel noten binnen de eenheid van de aan het begin van het stuk geschreven 'tempus', voor een langzamere bewegingsindruk door weinig noten te noteren of door dezelfde noten, over verschillende maateenheden verdeeld te schrijven.
Na 1600 begint het tijdperk van de instrumentale muziek te bloeien. Vanaf dan begint ook de rechtstreekse ontwikkeling naar de wijze van dirigeren die wij tegenwoordig kennen. Dirigent en componist waren vaak nog, net zoals in voorafgaande eeuwen van vocale meerstemmigheid, een en dezelfde persoon. Zijn aanwijzingen tijdens de uitvoeringen behoefden niet meer te zijn dan herinneringen aan wat reeds bij het repeteren was besproken en geoefend. In de instrumentale muziek was aanvankelijk de beweging die de dirigent maakte eenvoudig: veel muziek was gebaseerd op dansmuziek, en het volstond om het periodiek terugkerende zware maatdeel aan te geven, en wellicht een lichte vertraging bij het slot van een stuk. In de instrumentale muziek volstond het dan ook vaak wanneer de dirigent vanachter zijn klavecimbel met enkele gebaren zijn bedoelingen duidelijk maakte.
Met de opkomst van de stile concertato (de concerterende stijl) en de stile rappresentativo (de operastijl) werden de gezelschappen groter, de muziek gecompliceerder, en het samenspel lastiger en veelzijdiger. Er ontstaat een grotere rol voor de dirigent.

### Classicisme
Tegen het eind van de 18e eeuw werden orkesten op verschillende manieren geleid. Bij orkesten aan een vorstelijk hof kon er een kapelmeester zijn die behalve voor de kerkmuziek ook bij andere gelegenheden musici leidde. Soms stond de leider staande te spelen en werd Stehgeiger (staande violist) genoemd, soms werd de maat geslagen met behulp van een manshoge zware dirigeerstaf. De dirigeerstaf was in de zeventiende eeuw ingeburgerd. De staf werd tot ver in de negentiende eeuw gebruikt.

### 19e eeuw
In het begin van de negentiende eeuw gebruikte componist en dirigent Louis Spohr een klein stokje om de maat aan te geven en halverwege deze eeuw was het dirigeerstokje ingeburgerd. Het was tevens een gewoonte dat componisten als Joseph Haydn en Ludwig van Beethoven hun eigen stukken dirigeerden. Haydn deed dat vaak vanachter het klavecimbel, Beethoven stond voor het orkest. Andere componisten, onder wie Louis Spohr, Weber, Franz Liszt, Berlioz en Mendelssohn dirigeerden ook werken van anderen.
In 1835 gebruikte Mendelssohn de dirigeerstok bij het dirigeren van het Gewandhausorchester, waarvan hij directeur was. Hij bereikte daarmee een precisie in de uitvoering die voor die tijd ongehoord was. Vanaf 1840 werd de dirigent niet enkel gezien als maatslaander, maar als musicus en interpreet. Dirigent werd vanaf dan een beroep. Een grote dirigent die geen componist was, was Hans von Bülow. Andere grote dirigenten waren Gustav Mahler, Arthur Nikisch, Luigi Mancinelli, Arturo Toscanini en Felix Weingartner. Tegen het eind van de 19e eeuw was het vak van dirigent uitgegroeid tot artistiek leider van orkesten.

### Moderne tijd
In de twintigste eeuw werd het vak verder ontwikkeld door grote dirigenten als Willem Mengelberg, Václav Talich, Bruno Walter, Wilhelm Furtwängler, Otto Klemperer, Sir Thomas Beecham, Jevgeni Mravinski, Herbert von Karajan, Leonard Bernstein en Bernard Haitink. Daarnaast waren er zeer eigenzinnige en individualistische dirigenten als Sergiu Celibidache en Carlos Kleiber wier optredens een cultstatus kregen. In Wenen leidde Hans Swarowsky een generatie lang dirigenten als Claudio Abbado, Mariss Jansons, Lorin Maazel en Zubin Mehta op. Ook Franco Ferrara, Jorma Panula en Ilja Moesin stonden bekend als uitstekende docenten orkestdirectie bij wie velen het vak leerden. Het Lehrbuch des Dirigierens van Hermann Scherchen is een zeer leerzame klassieker, tot in onze dagen. Tijdens het jaarlijkse zomerfestival van het Boston Symphony Orchestra te Tanglewood krijgen ook jonge dirigenten veel ruimte. Leonard Bernstein begeleidde er velen van hen, bijvoorbeeld Marin Alsop die tot de relatief kleine groep vrouwelijke dirigenten behoort. Orkestdirectie is nog steeds grotendeels een mannenbolwerk.
In Nederland kunnen jonge dirigenten deelnemen aan het Kirill Kondrasjin-concours om ervaring op te doen. Een assistentschap bij een dirigent of orkest van wereldfaam heeft vele jonge dirigenten in hun carrière aanzienlijk geholpen.
In de 21e eeuw is de gewoonte waarbij een vaste dirigent heel lang aan één orkest verbonden bleef, verleden tijd geworden. Mengelberg en Haitink stonden 50 resp. 27 jaar voor het Concertgebouworkest. Andere voorbeelden van zeer lange dienstverbanden zijn Sir John Barbirolli bij het Hallé Orchestra (27 jaar), George Szell bij het Cleveland Orchestra (24 jaar), Eugene Ormandy bij het Philadelphia Orchestra (43 jaar) en Jevgeni Mravinski bij het Sint-Petersburgs Philharmonisch Orkest (50 jaar). Weliswaar combineerden zij dit in bepaalde perioden met vaste verbintenissen elders, maar zij golden toch als één met hun "eigen" ensemble, dat zij in langjarige samenwerking naar hun inzichten konden kneden. Zulke lange contracten zijn nu ondenkbaar. Tegenwoordig werkt een chef-dirigent vaak maar enkele weken per seizoen met een orkest en heeft hij soortgelijke contracten en vele gastdirecties elders in de wereld. Mariss Jansons besteedde evenveel tijd aan het Symphonieorchester des Bayerischen Rundfunks als aan het Koninklijk Concertgebouworkest. Van beide was hij chef-dirigent. Jaap van Zweden vervult die functie bij orkesten in drie verschillende werelddelen. Volgens sommige critici gaat door deze ontwikkeling het specifieke karakter van een orkest verloren en is de klank "globaler" geworden.
Een andere ontwikkeling die in de tweede helft van de 20e eeuw opkwam, is de specialisatie in repertoire. Dirigenten als Nikolaus Harnoncourt en Roger Norrington waren exponenten van een richting die de muziek van barok en classicisme ging spelen volgens de eisen van de authentieke uitvoeringspraktijk met "tijdeigen" instrumentarium in kleine bezetting. Naar hun mening moest deze muziek ontdaan worden van interpretatieve misverstanden die zich in de loop der eeuwen hadden ontwikkeld. Het kwam zover dat sommige "traditionele" dirigenten en orkesten nauwelijks meer muziek van voor 1800 op de lessenaars zetten en dat vooral specialisten zich ontfermden over Bach en Mozart. In de 21e eeuw zijn deze richtingen naar elkaar toegegroeid en heeft een soort synthese van opvattingen plaatsgevonden. Dirigenten van grote symfonieorkesten houden bij hun interpretatie van oudere muziek rekening met de inzichten van de authentieke uitvoeringspraktijk, terwijl omgekeerd Harnoncourt, Norrington, John Eliot Gardiner en Philippe Herreweghe hun opvatting ook kenbaar maken bij muziek van de romantiek en daarna.

## Technieken

Een tweedelige maat (bijvoorbeeld 2/4 maatsoort)

Een driedelige maat (bijvoorbeeld 3/4 maatsoort)

Een vierkwartsmaat

In de hedendaagse dirigeertechniek bestaat een aantal basisuitgangspunten:
- De rechterhand slaat de maat (en bepaalt het tempo dus ook, alsmede vertragingen, fermates of versnellingen).
- De linkerhand verzorgt de expressie en het karakter van de muziek.

Het slaan van de maat houdt in, dat de musici kunnen zien waar de diverse teleenheden van de maat zijn. Doorgaans geeft de rechterhand het verloop aan waarbij de opmaat immer een beweging omhoog is, en de eerste tel wordt aangegeven door een beweging naar beneden. De tel voor de opmaat is meestal een zijdelingse beweging buitenwaarts.
De expressie zit niet louter in de linkerhand. Zo kan de dirigent door rechts hoekiger te slaan meer 'pit' geven aan de interpretatie van de puls, of rondere bewegingen maken om aan te geven dat er meer legato en meer 'vloeiend' moet worden gespeeld.
De linkerhand kan diverse zaken aangeven:
- Dynamiek
- Het naar voren brengen van bepaalde instrumenten of instrumentgroepen
- Algemene karakteraanduidingen, zoals 'dolce' (een meer 'roerende' beweging) of 'con fuoco' (bijvoorbeeld gebalde vuist).

De grootte, aard en bewegingsrichting van de gebaren die een dirigent maakt, kunnen een indicatie zijn van diens intenties. Een dirigent zal doorgaans zijn bewegingen zodanig kiezen, dat de musici zijn gebaren herkennen en kunnen interpreteren. Wel zit er tussen diverse dirigenten veel verschil. Uiteraard zal een dirigent gedurende de repetities duidelijk maken wat hij bedoelt, indien bepaalde gestes niet begrepen worden.
Bij het gebruik van een dirigeerstok ('baton') is het basisuitgangspunt, dat de bedoelingen van de dirigent duidelijker zichtbaar zijn, omdat de stok als het ware de arm en hand verlengt. De musici kunnen dan ook van grotere afstand het puntje van de stok volgen. De dirigeerstok wordt doorgaans vooral rechts gehanteerd.
Om een dirigent meer zichtbaar te laten optreden staat deze vaak op een verhoging ('pult' of podium).
Er bestaan dirigenten die het prefereren om zonder partituur te dirigeren. Zij kunnen zich daardoor beter richten op het orkest en ook de gelaatsuitdrukkingen en lichaamstaal zijn dan beter zichtbaar. Uiteraard is dan wel de voorwaarde dat de dirigent de partituur door en door uit zijn hoofd kent.